# Aninos Markulidis
Aninos Markulidis (ur. 8 lutego 1971) – cypryjski lekkoatleta, sprinter, srebrny medalista Halowych Mistrzostw Europy w Lekkoatletyce w Walencji w 1998 na dystansie 200 metrów, uczestnik Letnich Igrzysk Olimpijskich 1996, 2000 i 2004.

## Osiągnięcia
| Rok  | Zawody                                    | Miejsce rozgrywek     | Pozycja | Konkurencja |
| ---- | ----------------------------------------- | --------------------- | ------- | ----------- |
| 1997 | Uniwersjada                               | Katania, Włochy       | 3.      | 200 m       |
| 1997 | Igrzyska Śródziemnomorskie                | Bari, Włochy          | 2.      | 100 m       |
| 1998 | Halowe Mistrzostwa Europy w Lekkoatletyce | Walencja, Hiszpania   | 2.      | 200 m       |
| 1998 | Igrzyska Wspólnoty Narodów                | Kuala Lumpur, Malezja | 4.      | 200 m       |
| 2001 | Igrzyska Śródziemnomorskie                | Tunis, Tunezja        | 3.      | 100 m       |
| 2001 | Igrzyska Śródziemnomorskie                | Tunis, Tunezja        | 1.      | 200 m       |

## Rekordy życiowe
- Bieg na 100 m – 10.12 (1998)
- Bieg na 200 m – 20.43 (1998)
- Bieg na 50 m – 5.72 (2000) rekord Cypru
- Bieg na 60 m (hala) – 6.61 (1999)
- Bieg na 100 m (hala) – 10.31 (1999)
- Bieg na 200 m (hala) – 20.65 (1998) rekord Cypru